# Polski Rejestr Statków

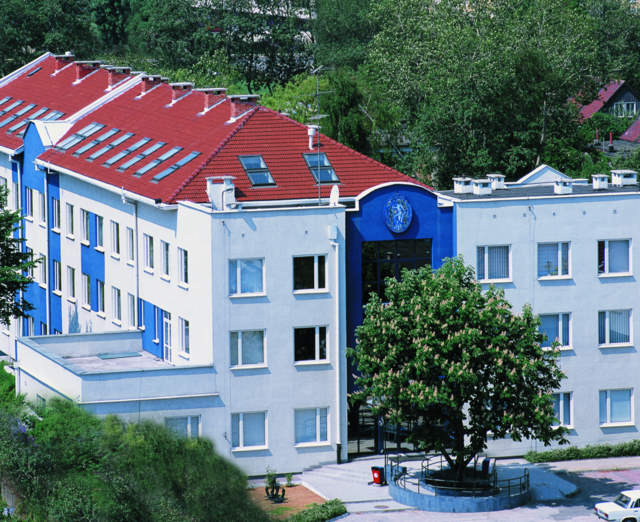
Sitz der Polski Rejestr Statków

Das Polski Rejestr Statków S.A. (abgekürzt: PRS, deutsch: Polnisches Schiffsregister) mit Sitz in Danzig ist eine weltweit arbeitende Klassifikationsgesellschaft.

## Geschichte
Die Gesellschaft wurde 1936 gegründet und arbeitet seitdem auf dem Gebiet der Schiffsklassifikation. In den ersten Jahren des Bestehens arbeitete die Gesellschaft vorwiegend auf dem Gebiet der Binnenschifffahrt. Nach dem Ende des Zweiten Weltkriegs weitete das PRS seine Besichtigungstätigkeit auf Seeschiffe aus. Seit 1994 arbeitete das PRS mit einem ISO 9001-konformen Qualitätsmanagement und im Juni 2011 wurde das Polish Register of Shipping als Vollmitglied der International Association of Classification Societies (IACS)aufgenommen.